# Deuterodon parahybae
Deuterodon parahybae är en fiskart som beskrevs av Eigenmann, 1908. Deuterodon parahybae ingår i släktet Deuterodon och familjen Characidae. Inga underarter finns listade i Catalogue of Life.